# Rodolfo Lamprecht
Rodolfo (Rudolf) Lamprecht (Zagabria, 17 aprile 1781 – Padova, 26 luglio 1860) è stato un medico croato.
Fece parte di quel gruppo di docenti, provenienti da paesi dall'Impero austro-ungarico, che insegnarono durante il governo austriaco del Veneto nell'Università di Padova, di cui Lamprecht fu anche rettore. Fondò la clinica di ostetricia.

## Biografia
Nato a Zagabria nel 1781, compì i primi studi a Karlovac e nella città natale.
Dopo il servizio militare, nel 1804 si iscrisse alla facoltà medica dell'Università di Vienna dove fu allievo dell'ostetrico Johann Lucas Boër e del chirurgo Vincenz von Kern. Nel 1808 ottenne i diplomi di magister chirurgiae e di magister artis obstetriciae.
Dal 1811 al 1814 lavorò nell'ospedale di Zagabria come chirurgo e capo medico. Nel 1812 aprì una scuola privata di chirurgia a Zagabria, che rimase aperta solo un anno. Fece per qualche tempo il chirurgo militare presso un reggimento di frontiera. Dal 1816 al 1819 fu professore nell'Imperial Scuola di Ostetricia di Trieste.
Nel 1819 fu nominato professore di ostetricia teorica e pratica nell'Università di Padova, mantenendo questo incarico per un quarantennio, fino al suo pensionamento nel 1858. Fondò la moderna clinica ostetrica di Padova nel settecentesco ospedale Giustinianeo, dotandola di numerosi strumenti ostetrici e creando la biblioteca ostetrica. Due suoi allievi, Luigi Pastorello e Michele Frari, divennero cattedratici di ostetricia.
Fu Magnifico Rettore dell'Università di Padova nel 1839-1840 e preside della facoltà di medicina. Morì a Padova nel 1860.

## Opere
- (LA)  Dissertatio inauguralis medica de epilepsia parurentium, Padova, 1826.
- Manuale di ostetricia teorica e pratica per le alunne levatrici, 2 voll., Padova, 1837; 1840.